# Basilisc marró
El basilisc marró o basilisc cafè (Basiliscus vittatus) és una espècie de sauròpsid (rèptil) escatós de la família dels coritofànids autòcton d'Amèrica Central. També ha estat introduït per l'home a Florida.